# Poderosa Afrodita
Poderosa Afrodita (títol original en anglès: Mighty Aphrodite) és una comèdia escrita, dirigida i protagonitzada per Woody Allen. El  guió s'inspira en els mites grecs d'Èdip i Pigmalió i, paradoxalment, incorpora moltes de les convencions de la tragèdia grega, a més de personatges tràgics, com ara Cassandra i Tirèsies, entre d'altres. Ha estat doblada al català.

## Resum de l'argument
El periodista esportiu novaiorquès Lenny Weinrib (interpretat per Woody Allen) acaba cedint davant el caprici d'Amanda, la seva ambiciosa esposa, d'adoptar un nadó. Max resulta ser un nen prodigi, cosa que a Lenny li desperta una morbosa curiositat sobre el seu origen. Com un heroi tràgic Lenny s'obsessionarà a descobrir la identitat de la mare biològica a la qual ell s'imagina com una dona de gran talent. Mentrestant Amanda té una aventura i el seu matrimoni trontolla.
Tot i que la prudència (personificada en el cor tràgic) li aconsella de no embrancar-se a escatir la veritat, Lenny persisteix en la seva rocambolesca recerca de la mare de Max, que efectivament resulta ser una dona excepcional. Linda és una noia escultural però més aviat curta de gambals que treballa com a actriu porno a temps parcial i que té com a ocupació principal la prostitució.
Horroritzat, Lenny decideix ajudar-la a canviar de vida, fet que l'obligarà a enfrontar-se al seu proxeneta i a utilitzar el seu enginy per trobar-li un marit adient, però alhora tots dos tenen relacions i ella es queda embarassada. Com en una tragèdia grega i quan tot està d'allò més embolicat, apareix com un deus ex machina un individu capaç d'acceptar el passat de Linda i crear una família amb ella.

## Actors

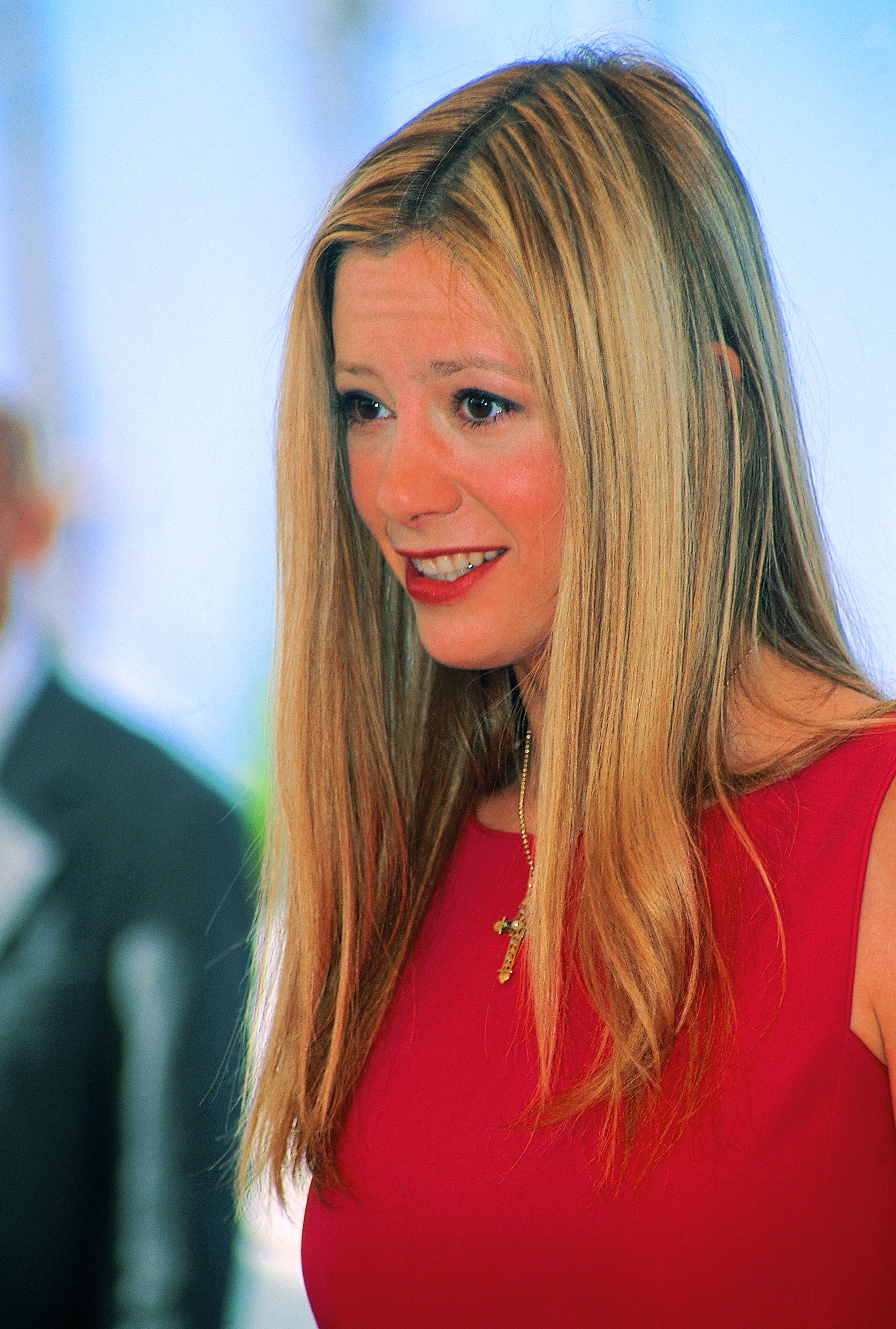
L'actriu Mira Sorvino obtingué un Oscar a la millor actriu secundària per la seva interpretació d'una peculiar mare no gaire "edípica".